# Liste des châteaux des Yvelines
Cet article recense de manière non exhaustive plus de 200 châteaux (de défense ou d'agrément), maisons fortes, mottes castrales, situés dans le département français de l'Yvelines. Il est fait état des inscriptions et classements au titre des monuments historiques.

## Liste
| Icône            | Signification    | Abréviations             | Abréviations                  | Abréviations             | Abréviations           |
| ---------------- | ---------------- | ------------------------ | ----------------------------- | ------------------------ | ---------------------- |
| Château fort     | Château fort     | = Bastide                | = Ferme fortifiée             | = Maison forte           | = (Néo-)Palladianisme  |
| Renaissance      | Renaissance      | = Château gascon         | = Folie (montpelliéraine)     | = Manoir, Gentilhommière | = Résidence épiscopale |
| Domaine viticole | Domaine viticole | = Classicisme, classique | = Forteresse, fort(ification) | = Maison (noble)         | = Style Beaux-Arts     |
| Palais           | Palais           | = Commanderie            | = Gothique (flamboyant)       | = Néo-baroque            | = Style Second Empire  |
| Ruine ou disparu | Ruine, disparu   | = Château pinardier      | = Hôtel particulier           | = Néo-classique          | = Style italianisant   |
|                  |                  | = Demeure seigneuriale   | ... = Style Louis XII...XVI   | = Néo-gothique           | = Style troubadour     |
|                  |                  | = Éclectisme             | = Logis (seigneurial)         | = Néo-Renaissance        | = Villa (de Nice)      |
| Baroque, rococo  | Baroque, rococo  | = Édifice religieux      | = Motte castrale/féodale      | = Pavillon de chasse     | = Styles du XXe siècle |

| Type                                                                                 | Château                                                   | Commune                               | Protection | Notes | Coordonnées                 | Illustration |
| ------------------------------------------------------------------------------------ | --------------------------------------------------------- | ------------------------------------- | --- | --- | --------------------------- | ------------ |
| Classicisme, classique                                                               | Château d'Acosta                                          | Aubergenville                         | | XVIIe siècle, détruit en 1965 pour laisser la place à une ZAC. | 48° 57′ 37″ N, 1° 51′ 28″ E |              |
| Château fort · Renaissance                                                           | Château d'Agnou (de Hagnon ou Balagny)                    | Maule                                 | Classé MH (1979) · Notice no PA00087528 · Notice no IA78000870 | Moyen Âge, XVIIe siècle | 48° 54′ 50″ N, 1° 50′ 52″ E |              |
| Néo-classique                                                                        | Château d'Aigremont                                       | Aigremont                             | Notice no IA78000762 | XVIIIe siècle | 48° 54′ 09″ N, 2° 01′ 00″ E |              |
| Classicisme, classique                                                               | Château de l'Aleu                                         | Saint-Arnoult-en-Yvelines             | Notice no IA00070186 | XIXe siècle | 48° 34′ 14″ N, 1° 57′ 09″ E |              |
| Classicisme, classique                                                               | Château de l'Artoire                                      | Les Essarts-le-Roi                    | Notice no IA00051836 | XIXe siècle | 48° 42′ 29″ N, 1° 52′ 44″ E |              |
| Château fort · Ruine ou disparu                                                      | Tour Anne-de-Bretagne                                     | Montfort-l'Amaury                     | Classé MH (1862) · Notice no PA00087549 | XIe et XVe siècles, XVIe siècle | 48° 46′ 36″ N, 1° 48′ 16″ E |              |
| Classicisme, classique                                                               | Château d'Auffreville                                     | Auffreville-Brasseuil                 | Notice no IA78000766 | XVIe et XIXe siècles | 48° 57′ 18″ N, 1° 42′ 29″ E |              |
| Classicisme, classique                                                               | Château de Bailly                                         | Bailly                                | Notice no IA00060776 | XVIe et XVIIIe siècles Centre de rééducation | 48° 50′ 31″ N, 2° 04′ 49″ E |              |
| Classicisme, classique                                                               | Château de La Baste (La Bâte)                             | Raizeux                               | Notice no IA78000698 | XVIIe siècle | 48° 38′ 06″ N, 1° 41′ 07″ E |              |
| Renaissance                                                                          | Château de Bazemont                                       | Bazemont                              | Inscrit MH (1965) · Notice no PA00087366 | XVIe et XVIIIe siècles, XIXe siècle, mairie | 48° 55′ 42″ N, 1° 51′ 56″ E |              |
| Ruine ou disparu                                                                     | Château de Beauplan                                       | Saint-Rémy-lès-Chevreuse              | Notice no IA78000704 | XIXe siècle, reste juste la grille d'entrée | 48° 42′ 40″ N, 2° 05′ 04″ E |              |
| Classicisme, classique · Ruine ou disparu                                            | Château de Beauregard                                     | La Celle-Saint-Cloud                  | Notice no IA00051718 Notice no IA78000564 | XVIIe et XIXe siècles, ruines détruites en 1956 et dont il reste que le fronton d'entrée, place de Bendern. | 48° 50′ 27″ N, 2° 07′ 27″ E |              |
| Classicisme, classique                                                               | Château Beauséjour                                        | Louveciennes                          | Notice no IA78000624 | XVIIIe et XXe siècles Hôtel de ville | 48° 51′ 42″ N, 2° 06′ 47″ E |              |
| Style Second Empire                                                                  | Château de Becheville                                     | Les Mureaux                           | Notice no IA78000624 | XIXe siècle | 48° 59′ 01″ N, 1° 55′ 09″ E |              |
| Château fort · Néo-classique                                                         | Château de Béhoust                                        | Béhoust                               | Inscrit MH (1976) · Notice no PA00087368 · Notice no IA78000854 | Moyen Âge, XVIIIe siècle | 48° 49′ 53″ N, 1° 43′ 21″ E |              |
| Classicisme, classique                                                               | Château de Benainvilliers                                 | Morainvilliers                        | Notice no IA78000825 | XIXe siècle | 48° 55′ 31″ N, 1° 56′ 34″ E |              |
|                                                                                      | Château de Bethemont                                      | Poissy                                | Notice no IA78000412 | XIXe siècle | 48° 54′ 40″ N, 1° 59′ 56″ E |              |
| Ruine ou disparu                                                                     | Château de Beuron                                         | Perdreauville                         | | XIIIe et XVIIe siècles Il subsiste également trois arcades du corps central, remontées dans un parc public à Bonnières-sur-Seine. | 48° 58′ 58″ N, 1° 37′ 51″ E |              |
| Château fort · Ruine ou disparu                                                      | Château de Beynes                                         | Beynes                                | Classé MH (2014) · Notice no PA00087370 | XIe et XIIIe siècles XIVe et XVe siècles | 48° 51′ 23″ N, 1° 52′ 29″ E |              |
| Château fort                                                                         | Château de Blaru                                          | Blaru                                 | | XIe et XIIe siècles Quelques vestiges subsistent |                             |              |
| Style Louis XIII                                                                     | Château de La Boissière                                   | La Boissière-École                    | Inscrit MH (1985) · Classé MH (1987) · Notice no PA00087376 · Notice no IA00051912                                                                                   | XVIIe et XIXe siècles | 48° 40′ 52″ N, 1° 39′ 18″ E |              |
| Classicisme, classique                                                               | Château de La Boissière-Beauchamps                        | Lévis-Saint-Nom                       | Notice no IA00027619 | XVIIIe et XIXe siècles | 48° 43′ 29″ N, 1° 56′ 26″ E |              |
| Style Louis XIII · Néo-Renaissance                                                   | Château de Bonnelles                                      | Bonnelles                             | Inscrit MH (2010) · Notice no PA78000028 | XIXe siècle | 48° 37′ 13″ N, 2° 01′ 22″ E |              |
| Château fort · Classicisme, classique                                                | Château des Bordes                                        | La Celle-les-Bordes                   | Notice no IA00070092 | XVe et XVIIIe siècles, XIXe siècle | 48° 38′ 33″ N, 1° 57′ 59″ E |              |
| Classicisme, classique                                                               | Château de Boulémont                                      | Herbeville                            | Notice no IA78000861 | XVIIe et XIXe siècles | 48° 53′ 43″ N, 1° 54′ 16″ E |              |
| Classicisme, classique                                                               | Château de Bourdonné                                      | Bourdonné                             | Inscrit MH (1946) · Notice no PA00087384 · Notice no IA78000719 | XVIIe et XVIIIe siècles XIXe siècle | 48° 45′ 30″ N, 1° 39′ 31″ E |              |
| Classicisme, classique                                                               | Château du Bréau sans-Nappe                               | Boinville-le-Gaillard                 | Notice no IA00070043 | XVIe et XVIIIe siècles | 48° 30′ 01″ N, 1° 53′ 33″ E |              |
| Classicisme, classique                                                               | Château de La Bretèche                                    | Saint-Nom-la-Bretèche                 | Notice no IA00060849 Notice no IA78000885 | XVIIe et XVIIIe siècles | 48° 51′ 55″ N, 2° 01′ 47″ E |              |
| Château fort · Renaissance                                                           | Château de Breteuil                                       | Choisel                               | Inscrit MH (1961) · Classé MH (1973) · Notice no PA00087406 · Notice no IA00027603 · Notice no IA78000725 · Jardin remarquable                                       | Moyen Âge, XVIe et XVIIe siècles, XVIIIe et XIXe siècles | 48° 40′ 49″ N, 2° 01′ 23″ E |              |
| Classicisme, classique                                                               | Château de Breuil                                         | Brueil-en-Vexin                       | | XVIIe et XVIIIe siècles | 49° 01′ 55″ N, 1° 48′ 59″ E |              |
| Pavillon de chasse · Classicisme, classique                                          | Château du Breuil                                         | Garancières                           | Notice no IA78000805 | XVIe siècle | 48° 49′ 25″ N, 1° 46′ 54″ E |              |
| Classicisme, classique                                                               | Château des Bréviaires (de la Capera)                     | Les Bréviaires                        | Notice no IA78000721 | XIXe siècle Haras nationaux | 48° 42′ 25″ N, 1° 49′ 01″ E |              |
| Classicisme, classique                                                               | Château de Brouëssy                                       | Magny-les-Hameaux                     | Notice no PA78000024 Notice no IA78000900 | XVIIIe siècle | 48° 44′ 44″ N, 2° 02′ 57″ E |              |
| Manoir, gentilhommière · Ruine ou disparu                                            | Château de la Brunetterie                                 | Orgeval                               | Notice no IA00102396 Notice no IA78000876 | XVIIIe et XIXe siècles, détruit 2017 | 48° 55′ 06″ N, 1° 58′ 49″ E |              |
| Style Louis XV                                                                       | Château du Buat                                           | Maule                                 | Notice no IA78000823 | XVIIIe siècle | 48° 54′ 27″ N, 1° 50′ 43″ E |              |
|                                                                                      | Château de Bures (Saint André)                            | Morainvilliers                        | Notice no IA00102368 Notice no IA78000824 | XIXe siècle | 48° 56′ 29″ N, 1° 57′ 50″ E |              |
| Style Second Empire                                                                  | Château des Célestins                                     | Limay                                 | Inscrit MH (1970) · Notice no PA00087469 | XVIIIe et XIXe siècles | 48° 59′ 59″ N, 1° 44′ 05″ E |              |
| Style Louis XIII                                                                     | Château de La Celle                                       | La Celle-les-Bordes                   | Inscrit MH (1966) · Notice no PA00087391 · Notice no IA00070087 | XVIe et XVIIIe siècles, XIXe siècle | 48° 38′ 16″ N, 1° 57′ 14″ E |              |
| Renaissance · Classicisme, classique                                                 | Château de La Celle                                       | La Celle-Saint-Cloud                  | Classé MH (1978) · Inscrit MH (1978) · Notice no PA00087393 · Notice no IA00051704                                                                                   | XVIe et XVIIe siècles, XVIIIe et XIXe siècles, ministère des Affaires étrangères | 48° 51′ 08″ N, 2° 08′ 26″ E |              |
| Classicisme, classique                                                               | Château de Chambourcy                                     | Chambourcy                            | | XIXe siècle, Maison de retraite | 48° 54′ 23″ N, 2° 02′ 01″ E |              |
|                                                                                      | Château de Champfleury (Carrières-sous-Poissy)            | Carrières-sous-Poissy                 | Notice no IA00102446 | XVIIe et XXe siècles | 48° 57′ 03″ N, 2° 02′ 32″ E |              |
|                                                                                      | Château de La Châtaigneraie                               | La Celle-Saint-Cloud                  | | XIXe siècle, Domaine privé Saint François d'Assise | 48° 51′ 28″ N, 2° 08′ 50″ E |              |
| Château fort · Ruine ou disparu                                                      | Donjon de Châteaufort                                     | Châteaufort                           | Notice no IA78000533 | XIe siècle, Dernier vestige du château fort | 48° 44′ 09″ N, 2° 05′ 25″ E |              |
| Ruine ou disparu                                                                     | Château de La Chaussée                                    | Bougival                              | | Démoli vers 1830 |                             |              |
| Classicisme, classique · Ruine ou disparu                                            | Château de Clagny                                         | Versailles                            | « Photo », notice no APTCF10838 | XVIIe siècle, détruit 1769, disparu | 48° 48′ 31″ N, 2° 08′ 19″ E |              |
| Ruine ou disparu                                                                     | Château du Claireau                                       | Chevreuse                             | Notice no IA78000668 | XXe siècle, reste un mausolée | 48° 42′ 28″ N, 2° 03′ 37″ E |              |
| Pavillon de chasse · Néo-classique · Ruine ou disparu                                | Château des Clayes-sous-Bois                              | Les Clayes-sous-Bois                  | Inscrit MH (1972) · Notice no PA00087409 · Notice no IA78000814 | XIXe siècle, détruit par un incendie en 1944 au départ des troupes allemandes, il n'en reste que deux tours et les communs transformés en bibliothèque.                                                                                     | 48° 49′ 07″ N, 1° 59′ 19″ E |              |
| Édifice religieux · Néo-classique                                                    | Château de Conflans                                       | Conflans-Sainte-Honorine              | Inscrit MH (1950) · Notice no PA00087412 · Notice no IA78001020 · Notice no IA78000915                                                                               | Moyen Âge | 48° 59′ 33″ N, 2° 05′ 44″ E |              |
| Classicisme, classique                                                               | Château de Corbeville                                     | Saint-Martin-des-Champs               | Notice no IA78000932 | XVIIe siècle | 48° 52′ 48″ N, 1° 42′ 15″ E |              |
| Néo-gothique                                                                         | Château des Côtes                                         | Les Loges-en-Josas                    | Notice no IA78000333 | XIXe siècle, Centre de cardiologie infantile | 48° 45′ 32″ N, 2° 08′ 38″ E |              |
| Classicisme, classique                                                               | Château de Coubertin                                      | Saint-Rémy-lès-Chevreuse              | Inscrit MH (1945) · Notice no PA00087645 · Notice no IA00027697 · Notice no M0399                                                                                    | XVIIe et XIXe siècles, XXe siècle | 48° 42′ 06″ N, 2° 03′ 40″ E |              |
| Classicisme, classique                                                               | Château de la Coudraie                                    | Poissy                                | Notice no IA78000410 Notice no IA78000713 | XIXe siècle | 48° 55′ 06″ N, 2° 01′ 05″ E |              |
| Château fort · Classicisme, classique                                                | Château de la Couharde                                    | La Queue-les-Yvelines                 | Notice no IA78000879 | XVe et XVIIe siècles, XIXe et XXe siècles | 48° 47′ 43″ N, 1° 44′ 25″ E |              |
| Classicisme, classique                                                               | Château de Courgent (La Tournelle)                        | Courgent                              | | XIXe siècle | 48° 53′ 35″ N, 1° 39′ 59″ E |              |
| Classicisme, classique                                                               | Château de la Cour Levis                                  | Lévis-Saint-Nom                       | Notice no IA00027620 Notice no IA78000680 | XVIIIe et XIXe siècles | 48° 43′ 05″ N, 1° 56′ 28″ E |              |
| Ruine ou disparu                                                                     | Château de la Cour-Roland                                 | Jouy-en-Josas                         | Notice no IA78000320 Notice no IA78000563 | XVIIIe siècle En ruine, détruit dans les années 1970 | 48° 46′ 40″ N, 2° 10′ 41″ E |              |
| Manoir, gentilhommière                                                               | Château de la Cour Senlisse                               | Senlisse                              | Inscrit MH (1977) · Notice no PA00087648 | XVIe et XVIIe siècles | 48° 41′ 24″ N, 1° 58′ 40″ E |              |
| Classicisme, classique                                                               | Château de Cravent                                        | Cravent                               | Notice no IA78000787 | XVIIIe siècle | 48° 59′ 25″ N, 1° 29′ 27″ E |              |
| Classicisme, classique                                                               | Château de Croissy-sur-Seine (Château Chanorier)          | Croissy-sur-Seine                     | Inscrit MH (1975) · Notice no PA00087416 | XVIIIe siècle, devenu musée | 48° 52′ 39″ N, 2° 09′ 08″ E |              |
| Château fort · Renaissance · Classicisme, classique                                  | Château de Dampierre                                      | Dampierre-en-Yvelines                 | Inscrit MH (1928) · Notice no PA00087420 · Notice no IA00027609 | XIXe et XVIe siècles, XVIIe et XIXe siècles | 48° 42′ 17″ N, 1° 59′ 17″ E |              |
|                                                                                      | Château du Donjon (Maison Charvet)                        | Le Pecq                               | | |                             |              |
| Classicisme, classique · Ruine ou disparu                                            | Château d'Ecquevilly (Château de Fresne)                  | Ecquevilly                            | Notice no IA78000790 | XVIe siècle, XIXe siècle, Mairie. | 48° 56′ 57″ N, 1° 55′ 27″ E |              |
| Classicisme, classique                                                               | Château de l'Eglantine                                    | Jouy-en-Josas                         | Notice no IA78000265 | XIXe et XXe siècles, Musée de la toile de Jouy | 48° 46′ 09″ N, 2° 09′ 06″ E |              |
| Classicisme, classique · Ruine ou disparu                                            | Château d'Épône                                           | Épône                                 | Notice no IA78000605 | XVIIe et XVIIIe siècles, XXe siècle, détruit en 1944, ne subsistent que les communs transformés en centre culturel. | 48° 57′ 13″ N, 1° 48′ 44″ E |              |
| Pavillon de chasse                                                                   | Château de la Faisanderie                                 | Chatou                                | Inscrit MH (1977) · Notice no IA00027741 | XIXe siècle | 48° 53′ 27″ N, 2° 09′ 01″ E |              |
| Ruine ou disparu · Néo-Renaissance                                                   | Château de La Falaise                                     | La Falaise                            | | XIXe siècle A l'abandon | 48° 56′ 33″ N, 1° 49′ 50″ E |              |
| Classicisme, classique                                                               | Château des Fauvettes                                     | Neauphle-le-Vieux                     | Notice no IA78000901 | XVIIIe et XIXe siècles Centre équestre | 48° 48′ 55″ N, 1° 51′ 58″ E |              |
| Style Louis XIII                                                                     | Château du Faÿ                                            | Andrésy                               | Notice no IA78000977 | XVe siècle XIXe siècle | 48° 59′ 22″ N, 2° 02′ 13″ E |              |
|                                                                                      | Château de Feugères                                       | Orgeval                               | | |                             |              |
| Classicisme, classique                                                               | Château de Flins-sur-Seine                                | Flins-sur-Seine                       | | XVIIe siècle Mairie | 48° 57′ 46″ N, 1° 52′ 11″ E |              |
| Classicisme, classique                                                               | Château de la Fontaine                                    | Auffargis                             | Notice no IA00051929 Notice no IA78000659 | XIXe siècle | 48° 42′ 12″ N, 1° 53′ 29″ E |              |
| Manoir, gentilhommière                                                               | Château de Fosseuil                                       | Saint-Hilarion                        | Notice no IA00051895 | XVIIe et XVIIIe siècles | 48° 37′ 17″ N, 1° 42′ 24″ E |              |
| Classicisme, classique                                                               | Château de Gaillon (Château de la Chouette)               | Gaillon-sur-Montcient                 | Notice no IA78000555 | XVIe et XVIIIe siècles | 49° 01′ 30″ N, 1° 53′ 10″ E |              |
| Classicisme, classique                                                               | Château de Gambaiseuil                                    | Gambaiseuil                           | Notice no IA00052024 Notice no IA78000675 | XVIIIe et XIXe siècles XXe siècle | 48° 45′ 21″ N, 1° 43′ 46″ E |              |
| Ruine ou disparu · Néo-Renaissance                                                   | Château de la Garenne                                     | Aubergenville                         | Notice no IA78002152 | XIXe siècle | 48° 58′ 39″ N, 1° 50′ 18″ E |              |
| Classicisme, classique                                                               | Château de la Gastine                                     | La Villeneuve-en-Chevrie              | Notice no IA78000849 | XIXe siècle | 49° 00′ 12″ N, 1° 32′ 58″ E |              |
| Ferme fortifiée · Manoir, gentilhommière                                             | Ferme fortifiée de Gauvilliers                            | Orsonville                            | Inscrit MH (1969) · Notice no PA00087561 · Notice no IA00070128 | XIVe et XIXe siècles | 48° 29′ 19″ N, 1° 50′ 01″ E |              |
| Classicisme, classique                                                               | Château du Gavois                                         | Châteaufort                           | Notice no IA78000525 Notice no IA78000602 | XIXe siècle | 48° 44′ 10″ N, 2° 05′ 38″ E |              |
| Classicisme, classique                                                               | Château de la Geneste                                     | Châteaufort                           | Notice no IA78000524 Notice no IA78000553 | XIXe siècle | 48° 43′ 54″ N, 2° 05′ 12″ E |              |
| Ruine ou disparu · Style Louis XV                                                    | Château des Gondi                                         | Villepreux                            | Notice no IA00060878 | XVIIe et XIXe siècles De l'ancien château restent la grille et le pavillon d'entrée | 48° 50′ 00″ N, 2° 00′ 55″ E |              |
| Maison forte                                                                         | Château de Gourville                                      | Prunay-en-Yvelines                    | Inscrit MH (1972) · Notice no PA00087579 | XVe siècle | 48° 30′ 55″ N, 1° 47′ 38″ E |              |
| Classicisme, classique                                                               | Château de Goussonville                                   | Goussonville                          | Notice no IA78000808 | XVIIe et XVIIIe siècles | 48° 55′ 16″ N, 1° 45′ 53″ E |              |
| Manoir, gentilhommière                                                               | Château des Grands-Ambésis                                | Le Mesnil-Saint-Denis                 | Inscrit MH (1997) · Notice no PA78000004 | XVIIe et XVIIIe siècles | 48° 43′ 40″ N, 1° 58′ 30″ E |              |
| Classicisme, classique                                                               | Château de Grandchamp                                     | Le Pecq                               | Notice no IA00052792 Notice no IA78000620 | XIXe et XXe siècles | 48° 52′ 53″ N, 2° 05′ 27″ E |              |
| Classicisme, classique                                                               | Château du Grand Chesnay                                  | Le Chesnay                            | Notice no IA78000618 | XVIIIe et XIXe siècles | 48° 49′ 52″ N, 2° 07′ 25″ E |              |
| Classicisme, classique                                                               | Château des Grésillons (Château Vanderbilt)               | Carrières-sous-Poissy                 | Notice no IA00102450 | XXe siècle | 48° 56′ 40″ N, 2° 01′ 13″ E |              |
| Classicisme, classique                                                               | Château de Grignon                                        | Thiverval-Grignon                     | Inscrit MH (1941) · Notice no PA00087653 · Notice no IA78000886 | XVIIe siècle, siège de l'INA P-G | 48° 50′ 53″ N, 1° 56′ 23″ E |              |
| Néo-classique                                                                        | Château de Groussay                                       | Montfort-l'Amaury                     | Classé MH (1993) · Notice no PA00087795 · Notice no IA78000743 | XIXe et XXe siècles | 48° 46′ 45″ N, 1° 49′ 15″ E |              |
| Néo-Renaissance                                                                      | Château de Guéville                                       | Gazeran                               | Notice no IA00042876 | XIXe siècle | 48° 37′ 58″ N, 1° 47′ 41″ E |              |
| Classicisme, classique                                                               | Château d'Hanneucourt                                     | Gargenville                           | Inscrit MH (1981) · Notice no PA00087442 | XVIIIe et XIXe siècles,XXe siècle Centre d'accueil | 48° 59′ 33″ N, 1° 49′ 25″ E |              |
| Classicisme, classique                                                               | Château d'Hargeville                                      | Hargeville                            | | XVIIe et XVIIIe siècles | 48° 53′ 08″ N, 1° 44′ 34″ E |              |
| Classicisme, classique                                                               | Château du haut Bel-Air                                   | Le Chesnay                            | | XVIIIe et XIXe siècles | 48° 49′ 54″ N, 2° 07′ 49″ E |              |
| Classicisme, classique · Style Second Empire                                         | Château du Haut-Buc                                       | Buc                                   | Notice no IA78000460 Notice no IA78000461 | XVIIe et XIXe siècles | 48° 46′ 15″ N, 2° 07′ 25″ E |              |
|                                                                                      | Château du Haut-Fontenay                                  | Fontenay-le-Fleury                    | | |                             |              |
|                                                                                      | Château du Haut-Orgeval                                   | Orgeval                               | | |                             |              |
| Style Louis XIII                                                                     | Château du Haut Rosay                                     | Rosay                                 | Classé MH (1992) · Notice no PA00087789 · Notice no IA78000882 · Site inscrit (1946)                                                                                 | XVIe et XVIIe siècles, XVIIIe et XIXe siècles | 48° 54′ 45″ N, 1° 40′ 49″ E |              |
| Classicisme, classique                                                               | Château de Haute-Maison                                   | Orphin                                | Notice no IA78000694 | XIXe siècle | 48° 34′ 07″ N, 1° 45′ 57″ E |              |
| Néo-gothique · Néo-Renaissance                                                       | Château d'Hennemont                                       | Saint-Germain-en-Laye                 | Notice no IA78000050 Notice no IA78000589 | XXe siècle Lycée international | 48° 53′ 53″ N, 2° 03′ 42″ E |              |
| Château fort · Ruine ou disparu                                                      | Donjon de Houdan                                          | Houdan                                | Classé MH (1889) · Notice no PA00087453 | XIIe siècle | 48° 47′ 21″ N, 1° 35′ 57″ E |              |
| Classicisme, classique                                                               | Château des Ifs                                           | Orgerus                               | Notice no IA78000830 | XVIIIe siècle | 48° 50′ 27″ N, 1° 41′ 42″ E |              |
| Château fort · Classicisme, classique                                                | Château d'Issou                                           | Issou                                 | Notice no IA78000611 | Moyen Âge, XVIIIe et XIXe siècles, XXe siècle | 48° 59′ 30″ N, 1° 47′ 34″ E |              |
| Classicisme, classique                                                               | Château de Jambville                                      | Jambville                             | Inscrit MH (1994) · Inscrit MH (2010) · Notice no PA00132997 | XVIIe et XVIIIe siècles, Centre national de formation des scouts et guides de France | 49° 02′ 43″ N, 1° 51′ 09″ E |              |
|                                                                                      | Château de La Jaunière                                    | Adainville                            | | XVIIe et XIXe siècles | 48° 43′ 07″ N, 1° 40′ 24″ E |              |
|                                                                                      | Château de La Jonchère (Hôtel des Maréchaux)              | Bougival                              | Notice no IA00051764 | XIXe siècle | 48° 51′ 56″ N, 2° 09′ 13″ E |              |
| Classicisme, classique                                                               | Château de Jouy (Mallet)                                  | Jouy-en-Josas                         | Notice no IA78000258 Notice no IA78000259 | XVIIe siècle Ecole H.E.C. | 48° 45′ 43″ N, 2° 10′ 01″ E |              |
| Château fort · Classicisme, classique                                                | Château de Launay                                         | Villiers-le-Mahieu                    | Inscrit MH (1964) · Notice no PA00087785 · Notice no IA78000890 | XIIIe et XVIIe siècles | 48° 51′ 30″ N, 1° 46′ 04″ E |              |
| Style Louis XIII                                                                     | Château de Lieutel                                        | Galluis                               | Notice no IA78000802 | XIVe siècle XVIIe et XIXe siècles | 48° 47′ 33″ N, 1° 46′ 53″ E |              |
| Classicisme, classique                                                               | Château des Lions                                         | Le Port-Marly                         | Classé MH (1972) · Inscrit MH (1972) · Notice no PA00087574 · Notice no IA00050235                                                                                   | XVIIe et XIXe siècles, hôtel de ville | 48° 52′ 42″ N, 2° 06′ 41″ E |              |
| Classicisme, classique                                                               | Château Louis XIV                                         | Louveciennes                          | | XVIIe et XVIIIe siècles, 2008-2011 | 48° 51′ 00″ N, 2° 07′ 13″ E |              |
| Château fort · Style Louis XV                                                        | Château de Louveciennes                                   | Louveciennes                          | Inscrit MH (1941, 1990) · Notice no PA00087479 · Notice no IA78000576                                                                                                | XVIIIe et XIXe siècles | 48° 51′ 43″ N, 2° 06′ 55″ E |              |
| Classicisme, classique                                                               | Château de Madame du Barry                                | Louveciennes                          | Inscrit MH (1994) · Notice no PA00087480 · Notice no IA00050231 · Notice no IA78000629                                                                               | XVIIe et XVIIIe siècles, XIXe siècle | 48° 52′ 07″ N, 2° 07′ 24″ E |              |
| Château fort                                                                         | Château de la Madeleine                                   | Chevreuse                             | Inscrit MH (1948) · Notice no PA00087405 · Notice no IA00027568 | XIe et XIVe siècles, XVe et XIXe siècles | 48° 42′ 36″ N, 2° 02′ 31″ E |              |
| Classicisme, classique                                                               | Château de Maisons-Laffitte                               | Maisons-Laffitte                      | Classé MH (1914, 1928, 1929, 1957, 1980) · Inscrit MH (1947, 1957, 1987) · Notice no PA00087491 · Notice no PA00087492 · Notice no PA00087499 · Notice no PA00087490 | XVIIe et XVIIIe siècles | 48° 56′ 50″ N, 2° 09′ 14″ E |              |
| Classicisme, classique                                                               | Château de Magnanville                                    | Magnanville                           | Notice no AP67L03827 | XVIIIe et XIXe siècles | 48° 58′ 08″ N, 1° 40′ 40″ E |              |
| Classicisme, classique                                                               | Château Mallet-Vernes                                     | Louveciennes                          | Notice no IA78000627 | XIXe siècle | 48° 51′ 33″ N, 2° 06′ 55″ E |              |
| Classicisme, classique                                                               | Château de Marcq                                          | Marcq                                 | Notice no IA78000816 | XVIIe siècle | 48° 51′ 36″ N, 1° 48′ 56″ E |              |
| Classicisme, classique                                                               | Château de Mareil-le-Guyon                                | Mareil-le-Guyon                       | Notice no IA78000865 | XVIIe et XVIIIe siècles | 48° 47′ 21″ N, 1° 51′ 06″ E |              |
| Ruine ou disparu                                                                     | Château de Mareil-sur-Mauldre                             | Mareil-sur-Mauldre                    | Notice no IA78000817 | XVIIe siècle Vestiges |                             |              |
| Classicisme, classique · Ruine ou disparu                                            | Château de Marly                                          | Marly-le-Roi                          | Classé MH (1925, 1928, 2009) · Notice no PA00087524 · Notice no IA00050246                                                                                           | XVIIe et XVIIIe siècles, abandonné par Louis XV et Louis XVI, tombé en état de délabrement, il fut pillé par les révolutionnaires en 1789. Au début du XIXe siècle, il fut démantelé et les pierres en furent vendues par son propriétaire. | 48° 51′ 46″ N, 2° 05′ 58″ E |              |
| Château fort · Ruine ou disparu                                                      | Château fort de Marly                                     | Châteaufort                           | Notice no IA78000534 | XIe siècle, Détruit | 48° 44′ 07″ N, 2° 05′ 26″ E |              |
| Classicisme, classique                                                               | Château de Maulette                                       | Maulette                              | | XVIe et XVIIe siècles, XVIIIe siècle | 48° 47′ 33″ N, 1° 37′ 01″ E |              |
| Château fort · Ruine ou disparu                                                      | Donjon de Maurepas                                        | Maurepas                              | Inscrit MH (1926) · Notice no PA00087531 | XIIe siècle | 48° 46′ 21″ N, 1° 55′ 14″ E |              |
| Classicisme, classique                                                               | Château de Mauvières                                      | Saint-Forget                          | Inscrit MH (1968) · Notice no PA00087601 · Notice no IA00027672 · Notice no IA78000755                                                                               | XVIIe et XVIIIe siècles, XIXe et XXe siècles | 48° 42′ 08″ N, 2° 01′ 07″ E |              |
| Classicisme, classique                                                               | Château de la Maye                                        | Versailles                            | Notice no IA78000909 | XIXe siècle | 48° 49′ 03″ N, 2° 08′ 26″ E |              |
| Pavillon de chasse · Renaissance · Classicisme, classique                            | Château de Médan (Château Ronsard-Maeterlinck)            | Médan                                 | Inscrit MH (1979) · Notice no PA00087532 · Notice no IA00102464 · Notice no IA78000634 · Maisons des Illustres (2012) · Notice no MI074                              | XVe et XVIe siècles, XVIIe et XVIIIe siècles, XIXe et XXe siècles | 48° 57′ 10″ N, 1° 59′ 39″ E |              |
| Néo-Renaissance                                                                      | Château de Méridon                                        | Chevreuse                             | | XIXe siècle | 48° 41′ 33″ N, 2° 01′ 59″ E |              |
| Ruine ou disparu                                                                     | Tour du Mesnil-Regnard                                    | Bonnières-sur-Seine                   | Inscrit MH (1925) · Notice no PA00087378 | XIe siècle, Vestige d'un château féodal | 49° 01′ 30″ N, 1° 34′ 10″ E |              |
| Renaissance · Classicisme, classique                                                 | Château du Mesnil-Saint-Denis                             | Mesnil-Saint-Denis                    | Inscrit MH (1947) · Notice no PA00087536 · Notice no IA00027649 | XVIe et XVIIe siècles, XIXe siècle | 48° 44′ 25″ N, 1° 57′ 37″ E |              |
| Renaissance · Style Louis XIII                                                       | Château des Mesnuls                                       | Mesnuls                               | Inscrit MH (1945) · Classé MH (1975) · Notice no PA00087537 | XVIe et XVIIe siècles, XVIIIe et XIXe siècles | 48° 45′ 22″ N, 1° 50′ 00″ E |              |
| Classicisme, classique                                                               | Château de Migneaux                                       | Villennes-sur-Seine                   | Notice no IA00102501 Notice no IA78000654 | XVIIIe et XIXe siècles | 48° 55′ 36″ N, 2° 00′ 54″ E |              |
| Classicisme, classique                                                               | Château de Millemont                                      | Millemont                             | Inscrit MH (1947) · Classé MH (1965) · Notice no PA00087543 | XVIe et XVIIIe siècles | 48° 48′ 27″ N, 1° 44′ 19″ E |              |
| Classicisme, classique                                                               | Château de Milon (d'Abzac)                                | Milon-la-Chapelle                     | Notice no IA00027661 Notice no IA78000686 | XVIIIe siècle | 48° 43′ 31″ N, 2° 02′ 51″ E |              |
| Château fort · Ruine ou disparu                                                      | Donjon de Montainville                                    | Montainville                          | | | 48° 52′ 59″ N, 1° 51′ 43″ E |              |
| Classicisme, classique                                                               | Château du Montcel                                        | Jouy-en-Josas                         | Notice no IA78000262 | XVIIIe siècle | 48° 45′ 57″ N, 2° 10′ 25″ E |              |
| Château fort · Ruine ou disparu                                                      | Donjon de Montchauvet                                     | Montchauvet                           | Inscrit MH (1991) · Notice no PA00087793 | XIe et XIIe siècles | 48° 53′ 33″ N, 1° 37′ 56″ E |              |
| Néo-Renaissance                                                                      | Château de Monte-Cristo (Maison Dumas)                    | Le Port-Marly                         | Classé MH (2016) · Notice no PA00087575 · Notice no IA00050236 · Notice no IA78000621                                                                                | XIXe siècle | 48° 53′ 08″ N, 2° 06′ 12″ E |              |
|                                                                                      | Château de Montgardé                                      | Aubergenville                         | Notice no IA78000547 | XIXe siècle |                             |              |
| Classicisme, classique                                                               | Château de Montigny-le-Bretonneux (Château de la Couldre) | Montigny-le-Bretonneux                | Notice no IA78000586 | XIXe siècle | 48° 46′ 16″ N, 2° 01′ 26″ E |              |
| Château fort · Ruine ou disparu                                                      | Tour Montjoie                                             | Conflans-Sainte-Honorine              | Classé MH (1997) · Notice no PA00087410 · Notice no IA78001144 | XIe siècle | 48° 59′ 31″ N, 2° 05′ 32″ E |              |
| Château fort · Ruine ou disparu                                                      | Château de Montjoie                                       | Marly-le-Roi                          | | détruit en 1431 |                             |              |
| Classicisme, classique                                                               | Château de Montjoye                                       | Clairefontaine-en-Yvelines            | Notice no IA78000726 Notice no IA00070103 | XIXe siècle Centre technique national de football. | 48° 36′ 50″ N, 1° 55′ 30″ E |              |
| Classicisme, classique                                                               | Château de Montlieu                                       | Émancé                                | Notice no IA00051854 Notice no IA78000674 | XIXe et XXe siècles | 48° 36′ 02″ N, 1° 45′ 15″ E |              |
| Classicisme, classique                                                               | Château de Montplaisant                                   | Orgerus                               | Notice no IA78000832 | XVIe siècle | 48° 49′ 38″ N, 1° 42′ 13″ E |              |
| Classicisme, classique                                                               | Château de Morainvilliers                                 | Morainvilliers                        | Notice no IA78000923 Notice no IA00102362 | XIXe siècle | 48° 55′ 45″ N, 1° 56′ 08″ E |              |
| Classicisme, classique                                                               | Château de la Mormaire                                    | Grosrouvre                            | Inscrit MH (1990) · Notice no PA00087790 · Notice no IA78000733 | XVIIe siècle | 48° 45′ 57″ N, 1° 45′ 20″ E |              |
| Château fort · Ruine ou disparu                                                      | Château fort de la Motte                                  | Châteaufort                           | Notice no IA78000535 | XIe siècle, Détruit |                             |              |
| Renaissance                                                                          | Château de Neuville                                       | Gambais                               | Classé MH (1972) · Inscrit MH (1995) · Notice no PA00087438 · Notice no IA78000732                                                                                   | XVIe et XVIIIe siècles, XIXe et XXe siècles | 48° 46′ 03″ N, 1° 40′ 09″ E |              |
| Renaissance · Classicisme, classique                                                 | Château de Noisy                                          | Noisy-le-Roi                          | Classé MH (1925) · Inscrit MH (1981) · Notice no PA00087555 · Notice no IA00060831 · Notice no IA00060830 · Notice no IA78000875                                     | XVIe et XVIIe siècles, XVIIIe siècle, délaissé à la suite du départ des demoiselles de Saint Cyr en 1689, il est rasé dans les années 1730 à la demande de Louis XV, un nouveau a ensuite été construit                                     | 48° 50′ 34″ N, 2° 03′ 56″ E |              |
| Ruine ou disparu                                                                     | Château d'Orce (Ors)                                      | Châteaufort                           | Notice no IA78000523 Notice no IA78000603 | XVIIe et XIXe siècles Détruit en 1951 | 48° 43′ 49″ N, 2° 06′ 04″ E |              |
| Manoir, gentilhommière                                                               | Château d'Orsonville                                      | Orsonville                            | Notice no IA00070123 Notice no IA78000695 | XVIIIe siècle | 48° 28′ 40″ N, 1° 50′ 04″ E |              |
| Néo-classique                                                                        | Château de la Pépinière                                   | Bailly                                | Notice no IA00060775 | XIXe siècle Hôtel de ville | 48° 50′ 31″ N, 2° 04′ 48″ E |              |
| Classicisme, classique                                                               | Château de la Pépinière (La Minaudière)                   | Flins-sur-Seine                       | | XVIIe siècle restauré, transformé en logements | 48° 57′ 51″ N, 1° 52′ 01″ E |              |
| Classicisme, classique                                                               | Château de Pinceloup                                      | Sonchamp                              | Inscrit MH (2005) · Notice no PA78000021 · Notice no IA00070246 | XVIIe et XXe siècles | 48° 34′ 56″ N, 1° 52′ 57″ E |              |
| Classicisme, classique                                                               | Château de La Plaine                                      | Orphin                                | Notice no IA00051981 Notice no IA78000692 | XIXe siècle | 48° 35′ 39″ N, 1° 46′ 42″ E |              |
| Classicisme, classique                                                               | Château de Plaisir                                        | Plaisir                               | Classé MH (1961) · Notice no PA00087565 · Notice no IA78000878 | XVIIe et XVIIIe siècles | 48° 48′ 53″ N, 1° 57′ 12″ E |              |
| Classicisme, classique                                                               | Château du Plessis-Mornay                                 | Longvilliers                          | Inscrit MH (1965) · Notice no IA00070116 · Notice no IA78000917 | XVIe siècle | 48° 33′ 49″ N, 1° 59′ 19″ E |              |
| Château fort · Ruine ou disparu                                                      | Château de Poissy                                         | Poissy                                | | |                             |              |
|                                                                                      | Ferme de Poncy                                            | Poissy                                | | (ancien château) |                             |              |
| Classicisme, classique · Manoir, gentilhommière                                      | Château du Pont                                           | Louveciennes                          | Inscrit MH (1987) · Notice no PA00087481 | XVIe et XVIIe siècles | 48° 51′ 30″ N, 2° 07′ 05″ E |              |
| Classicisme, classique                                                               | Château de Pontchartrain                                  | Jouars-Pontchartrain                  | Classé MH (1979) · Inscrit MH (2021) · Notice no PA00087462 · Notice no PA00087658 · Notice no IA78000862                                                            | XVIIe et XVIIIe siècles, XIXe siècle | 48° 47′ 56″ N, 1° 53′ 42″ E |              |
| Néo-classique                                                                        | Château Porgès de Rochefort-en-Yvelines                   | Rochefort-en-Yvelines                 | Notice no IA00070177 Notice no IA78000749 | XIXe et XXe siècles | 48° 35′ 09″ N, 1° 59′ 46″ E |              |
| Édifice religieux · Néo-Renaissance · Néo-gothique                                   | Château du Prieuré                                        | Conflans-Sainte-Honorine              | Inscrit MH (1950) · Notice no PA00087412 · Notice no IA78001020 · Notice no IA78001019                                                                               | IXe et XIXe siècles, musée de la batellerie | 48° 59′ 33″ N, 2° 05′ 45″ E |              |
| Classicisme, classique                                                               | Château de Prunay                                         | Louveciennes                          | | VIIIe et XIXe siècles | 48° 52′ 24″ N, 2° 06′ 54″ E |              |
| Château fort · Renaissance · Classicisme, classique · Néo-classique                  | Château de Rambouillet                                    | Rambouillet                           | Classé MH (1896, 1944, 1977, 2010) · Inscrit MH (1977) · Notice no PA00087581 · Notice no IA00051767                                                                 | XIVe et XVIe siècles, XVIIe et XVIIIe siècles, XIXe siècle, château royal | 48° 38′ 43″ N, 1° 49′ 04″ E |              |
| Classicisme, classique                                                               | Château de Rangiport                                      | Gargenville                           | Notice no IA78000558 | XVIIIe siècle Académie de musique | 48° 58′ 35″ N, 1° 48′ 42″ E |              |
| Motte castrale ou féodale                                                            | Donjon de Richebourg                                      | Richebourg                            | | construit au XIIe siècle, il ne reste que la motte sur laquelle il était bâti. | 48° 49′ 27″ N, 1° 38′ 11″ E |              |
| Renaissance                                                                          | Château de Richebourg                                     | Richebourg                            | | XVIe et XVIIIe siècles | 48° 49′ 28″ N, 1° 38′ 12″ E |              |
| Château fort · Ruine ou disparu                                                      | Château de Rochefort-en-Yvelines                          | Rochefort-en-Yvelines                 | Classé MH (1931) · Notice no PA00087589 | XIe et XIIe siècles, XIXe siècle | 48° 35′ 05″ N, 1° 59′ 24″ E |              |
| Ruine ou disparu                                                                     | Château de Rocquencourt                                   | Rocquencourt                          | Classé MH (1946) · Notice no PA00087591 | XVIIIe siècle seule subsiste la grille d'entrée | 48° 50′ 16″ N, 2° 06′ 54″ E |              |
| Classicisme, classique                                                               | Château de La Rolanderie                                  | Maule                                 | Notice no IA78000822 | XVIIIe siècle | 48° 54′ 16″ N, 1° 50′ 50″ E |              |
| Classicisme, classique                                                               | Château de Romainville                                    | Ecquevilly                            | Notice no IA78000858 | XVIe siècle | 48° 56′ 13″ N, 1° 54′ 58″ E |              |
| Hôtel particulier                                                                    | Palais Rose du Vésinet                                    | Le Vésinet                            | Inscrit MH (1986) · Notice no PA00087779 · Notice no IA00057523 · Notice no IA78000570                                                                               | XIXe siècle | 48° 53′ 50″ N, 2° 07′ 36″ E |              |
| Style Louis XIII                                                                     | Château de Rosny-sur-Seine (Château de Sully)             | Rosny-sur-Seine                       | Classé MH (1941) · Notice no PA00087592 · Notice no IA78000642 | XVIe et XIXe siècles | 49° 00′ 12″ N, 1° 37′ 49″ E |              |
| Style italianisant                                                                   | Château de Sailly                                         | Sailly                                | | XVIIe et XIXe siècles | 49° 02′ 25″ N, 1° 47′ 59″ E |              |
| Château fort · Ruine ou disparu                                                      | Château Fort Saint-Antoine                                | Gazeran                               | Notice no IA00051817 | XIe et XIIe siècles Ne reste que l'ouvrage d'entrée avec pont-levis | 48° 38′ 01″ N, 1° 46′ 20″ E |              |
| Classicisme, classique                                                               | Château de Saint-Corentin                                 | Septeuil                              | | | 48° 54′ 02″ N, 1° 40′ 51″ E |              |
| Château fort · Renaissance                                                           | Château de Saint-Germain-en-Laye                          | Saint-Germain-en-Laye                 | Classé MH (1862, 1921, 1963) · Notice no PA00087611 · Notice no IA78000198 · Notice no IA78000107 · Notice no IA78000097 · Notice no M5001                           | XIIIe et XVe siècles, XVIe et XVIIe siècles, XVIIIe et XIXe siècles, château royal | 48° 53′ 52″ N, 2° 05′ 44″ E |              |
| Renaissance · Classicisme, classique                                                 | Château Neuf de Saint-Germain-en-Laye                     | Saint-Germain-en-Laye                 | Classé MH (1925, 1988) · Notice no PA00087604 · Notice no IA78000109 · Notice no IA78000093                                                                          | XVIe et XVIIe siècles, démoli après la révolution, il ne reste que des pavillons | 48° 53′ 54″ N, 2° 06′ 04″ E |              |
| Néo-classique                                                                        | Château de Saint-Hubert                                   | Perray-en-Yvelines                    | Notice no IA00052020 Notice no IA78000748 | XVIIIe siècle, démoli en 1855, disparu | 48° 42′ 53″ N, 1° 51′ 02″ E |              |
| Classicisme, classique                                                               | Château de Saint-Illiers                                  | Saint-Illiers-le-Bois                 | Notice no IA78000884 | XIIIe et XXIXe siècles | 48° 57′ 31″ N, 1° 30′ 14″ E |              |
| Forteresse, fort(ification)                                                          | Tour Saint-Martin                                         | Mantes-la-Jolie                       | Inscrit MH (1955, 1965) · Notice no PA00087510 | XIIIe et XVe siècles, ancienne enceinte fortifiée | 48° 59′ 14″ N, 1° 43′ 06″ E |              |
| Château fort · Ruine ou disparu                                                      | Château fort de Saint-Martin-de-Bréthencourt              | Saint-Martin-de-Bréthencourt          | Notice no IA00070210 | XIe siècle, ruiné en 1860, vestige du donjon |                             |              |
| Néo-classique                                                                        | Château de Saint-Rémy-des-Landes                          | Clairefontaine-en-Yvelines            | Notice no IA78000914 « Photo », notice no AP67L00892 | XIXe siècle | 48° 37′ 00″ N, 1° 52′ 50″ E |              |
| Château fort · Ruine ou disparu                                                      | Château de Sainte-Gemme                                   | Feucherolles (hameau de Sainte-Gemme) | | Moyen Âge, château royal disparu | 48° 53′ 07″ N, 1° 59′ 05″ E |              |
| Château fort · Renaissance                                                           | Château de Sainte-Mesme                                   | Sainte-Mesme                          | Classé MH (1987) · Inscrit MH (1987) · Notice no PA00087639 · Notice no IA00070219                                                                                   | XIVe et XVe siècles, XVIe et XVIIe siècles, XIXe siècle | 48° 31′ 55″ N, 1° 57′ 47″ E |              |
| Classicisme, classique                                                               | Château de Sauvage                                        | Émancé                                | Notice no IA78000728 · Site classé (1979) | XVIIe et XVIIIe siècles, XIXe siècle | 48° 35′ 09″ N, 1° 44′ 31″ E |              |
| Style Louis XIII                                                                     | Château Séguier                                           | L'Étang-la-Ville                      | | XVIIe siècle, Mairie | 48° 52′ 17″ N, 2° 04′ 21″ E |              |
| Château fort · Classicisme, classique                                                | Château de Septeuil                                       | Septeuil                              | | Moyen Âge, XVIIIe siècle | 48° 53′ 41″ N, 1° 40′ 47″ E |              |
| Classicisme, classique                                                               | Château des Sources                                       | Louveciennes                          | | XIXe et XXe siècles | 48° 51′ 39″ N, 2° 07′ 03″ E |              |
| Classicisme, classique                                                               | Château de Ternay                                         | Fontenay-le-Fleury                    | Notice no IA78000799 | XVIIIe siècle | 48° 48′ 38″ N, 2° 02′ 05″ E |              |
| Classicisme, classique                                                               | Château de La Talle                                       | Les Bréviaires                        | | XIXe siècle | 48° 44′ 55″ N, 1° 51′ 13″ E |              |
| Classicisme, classique                                                               | Château de Théméricourt (Centre Albert-Morillon)          | Conflans-Sainte-Honorine              | | XVIIe siècle | 48° 59′ 27″ N, 2° 05′ 08″ E |              |
| Renaissance · Classicisme, classique                                                 | Château de Thoiry                                         | Thoiry                                | Inscrit MH (1973, 2014) · Notice no PA00087655 · Notice no IA78000887 · Jardin remarquable (2020) Notice no JAR0000214                                               | XVIe et XVIIIe siècles, XIXe et XXe siècles | 48° 51′ 49″ N, 1° 47′ 46″ E |              |
| Style Louis XIII                                                                     | Château de Tilly                                          | Tilly                                 | Inscrit MH (1994) · Notice no PA00132999 | XVIIe et XVIIIe siècles | 48° 52′ 57″ N, 1° 34′ 30″ E |              |
| Villa                                                                                | Château de la Tour                                        | Triel-sur-Seine                       | Notice no IA78000907 | XIXe siècle, Observatoire de Triel-sur-Seine | 48° 59′ 54″ N, 2° 00′ 33″ E |              |
| Classicisme, classique                                                               | Château des Tourelles                                     | Hardricourt                           | Notice no IA78000561 | XIXe siècle Mairie | 49° 00′ 28″ N, 1° 53′ 39″ E |              |
| Château fort · Ferme fortifiée · Ruine ou disparu                                    | Ferme du château de Trappes                               | Trappes                               | | XIIe et XIIIe siècles | 48° 46′ 42″ N, 1° 59′ 57″ E |              |
| Classicisme, classique                                                               | Château du Tremblay-sur-Mauldre                           | Le Tremblay-sur-Mauldre               | Classé MH (1979, 1991) · Notice no PA00087657 · Notice no IA78000888                                                                                                 | XVIIe siècle Centre de séminaires | 48° 46′ 35″ N, 1° 52′ 25″ E |              |
| Palais · Classicisme, classique · Style Louis XIV                                    | Grand Trianon                                             | Versailles                            | Classé MH (1906, 1964) · Notice no PA00087673 · Notice no IA78000650 · Notice no M5077 · Patrimoine mondial (1979) UNESCO                                            | XVIIe siècle, château royal | 48° 48′ 53″ N, 2° 06′ 17″ E |              |
| Néo-classique · Style Louis XV · Style Louis XVI                                     | Petit Trianon                                             | Versailles                            | Classé MH (1906, 1964) · Notice no PA00087673 · Notice no IA78000650 · Notice no M5077 · Patrimoine mondial (1979) UNESCO                                            | XVIIIe siècle, château royal | 48° 48′ 56″ N, 2° 06′ 35″ E |              |
| Château fort · Classicisme, classique · Ruine ou disparu                             | Château de Triel                                          | Triel-sur-Seine                       | | reconstruit au XVIIe siècle sur un ancien château fort, détruit lors de la Révolution. Il n'en subsiste que les caves et le mur de courtine.                                                                                                | 48° 59′ 04″ N, 2° 00′ 00″ E |              |
| Style Louis XIV                                                                      | Château du Val                                            | Saint-Germain-en-Laye                 | Inscrit MH (1991) · Classé MH (1993) · Notice no PA00087605 · Notice no IA78000643                                                                                   | XVIIe et XVIIIe siècles | 48° 55′ 15″ N, 2° 06′ 23″ E |              |
| Classicisme, classique                                                               | Château du Val Joli (Le Val Gaby)                         | Morainvilliers                        | | |                             |              |
| Classicisme, classique                                                               | Château de la Vaudoire                                    | Sartrouville                          | | XVIIe et XVIIIe siècles Hôtel de ville | 48° 56′ 27″ N, 2° 09′ 31″ E |              |
| Style italianisant                                                                   | Château de Vaugien                                        | Saint-Rémy-lès-Chevreuse              | Inscrit MH (2001) · Notice no PA78000014 | XIXe siècle | 48° 42′ 08″ N, 2° 05′ 17″ E |              |
| Classicisme, classique                                                               | Château de Vaux                                           | Le Mesnil-le-Roi                      | Notice no IA00064744 Notice no IA78000583 | XVIIe et XXe siècles | 48° 55′ 39″ N, 2° 07′ 21″ E |              |
| Château fort · Renaissance                                                           | Château de Vaux-sur-Seine                                 | Vaux-sur-Seine                        | Inscrit MH (1996, 2019) · Classé MH (2020) · Notice no PA78000003 · Notice no IA78000646 · Maisons des Illustres (2012)                                              | Moyen Âge, XVIe et XIXe siècles | 49° 00′ 36″ N, 1° 57′ 21″ E |              |
| Style Louis XIV                                                                      | Château de Verduron (Hôtel Blouin)                        | Marly-le-Roi                          | Notice no IA00050251 Notice no IA78000819 | XVIIIe siècle | 48° 51′ 58″ N, 2° 05′ 29″ E |              |
| Style Louis XVI                                                                      | Château de Verneuil-sur-Seine (Notre-Dame-des-Oiseaux)    | Verneuil-sur-Seine                    | Inscrit MH (2011) · Notice no PA78000032 · Notice no IA78000908 | XVIe et XVIIe siècles XIXe siècle Ecole religieuse | 48° 58′ 56″ N, 1° 58′ 31″ E |              |
| Classicisme, classique                                                               | Château de Vernouillet                                    | Vernouillet                           | Notice no IA78000649 | XVIIIe siècle Maison de retraite | 48° 58′ 26″ N, 1° 59′ 01″ E |              |
| Classicisme, classique                                                               | Château de La Verrière                                    | La Verrière                           | Inscrit MH (1945) · Notice no PA00087664 | XVIe siècle Hôpital psychiatrique | 48° 45′ 03″ N, 1° 56′ 58″ E |              |
| Palais · Classicisme, classique · Style Louis XIV · Style Louis XV · Style Louis XVI | Château de Versailles                                     | Versailles                            | Classé MH (1906, 1964) · Notice no PA00087673 · Notice no IA78000650 · Notice no M5077 · Patrimoine mondial (1979) UNESCO                                            | XVIIe et XVIIIe siècles, château royal | 48° 48′ 17″ N, 2° 07′ 13″ E |              |
| Classicisme, classique                                                               | Château de Vert-Cœur (Fondation Anne-de-Gaulle)           | Milon-la-Chapelle                     | Notice no IA00027665 Notice no IA78000742 | XXe siècle | 48° 43′ 49″ N, 2° 02′ 10″ E |              |
| Château fort · Classicisme, classique                                                | Château de Villennes                                      | Villennes-sur-Seine                   | Notice no IA78000656 | XIIIe et XVe siècles, XVIIIe et XIXe siècles | 48° 56′ 22″ N, 1° 59′ 54″ E |              |
| Classicisme, classique                                                               | Château de Villepreux (de Grand'Maison)                   | Villepreux                            | Inscrit MH (1970) · Notice no PA00087783 · Notice no IA00060877 | XVIIIe et XIXe siècles | 48° 50′ 16″ N, 2° 00′ 45″ E |              |
| Style Louis XIII                                                                     | Château de Villiers                                       | Poissy                                | Notice no IA78000413 Notice no IA78000414 Notice no IA78000418 | XIXe et XXe siècles | 48° 55′ 35″ N, 2° 01′ 24″ E |              |
| Classicisme, classique                                                               | Château de Vilvert                                        | Jouy-en-Josas                         | Notice no IA78000264 | XIXe siècle Centre I.N.R.A. | 48° 45′ 55″ N, 2° 10′ 33″ E |              |
| Ruine ou disparu                                                                     | Château de Vitry                                          | Gambais                               | | disparu | 48° 47′ 20″ N, 1° 42′ 29″ E |              |
| Classicisme, classique                                                               | Château du Vivier                                         | Aubergenville                         | Notice no IA78000546 | XVIIIe et XIXe siècles | 48° 57′ 34″ N, 1° 51′ 07″ E |              |
| Classicisme, classique                                                               | Château de la Voisine (Château Ricard)                    | Clairefontaine-en-Yvelines            | Notice no IA00070105 | XIXe siècle | 48° 36′ 26″ N, 1° 55′ 38″ E |              |
| Classicisme, classique · Néo-classique                                               | Château de Voisins                                        | Louveciennes                          | Inscrit MH (1948) · Notice no PA00087482 · Notice no IA00050232 | XVIIe et XIXe siècles | 48° 51′ 58″ N, 2° 06′ 55″ E |              |
| Style Louis XV · Styles xxe siècle                                                   | Château de Voisins                                        | Saint-Hilarion                        | Classé MH (1983) · Notice no PA00087631 · Notice no IA00051896 · Notice no IA78000751                                                                                | XVIIIe et XXe siècles | 48° 37′ 50″ N, 1° 45′ 22″ E |              |
| Classicisme, classique                                                               | Château Weisweiller (Château "Les Ombrages")              | Marly-le-Roi                          | Notice no IA00050252 | XVIIe siècle | 48° 51′ 58″ N, 2° 04′ 48″ E |              |
| Style Louis XIII · Style Louis XV                                                    | Château de Wideville                                      | Crespières et Davron                  | Classé MH (1977) · Notice no PA00087421 · Notice no PA00087413 · Notice no IA00102429 · Notice no IA78000857                                                         | XVIe et XVIIe siècles XVIIIe et XIXe siècles | 48° 52′ 19″ N, 1° 56′ 08″ E |              |